# Sérgio Chapelin
Sérgio Vieira Chapelin (Valença, 12 de mayo de 1941) es un periodista, reportero, locutor y presentador de televisión brasileño de la TV Globo.
Sérgio inició la carrera como locutor de radio, pasando por la Radio Nacional, Radio MEC y Radio Periódico de Brasil. Estrenó en la  TV Globo en 1972 como ancla del Jornal Hoje sustituyendo Ronaldo Rosas, y el mismo año pasó a anclar el Jornal Nacional al lado de Cid Moreira.
En 1983, Sérgio dejó la TV Globo para presentar el Show sin Límite en el SBT pero la experiencia no salió bien, pues el entonces presidente de las Organizaciones Globo Roberto Marino boicoteó en su emisora las propagandas en que Sérgio presentaba – tales propagandas eran las principales fuentes de renta de Sérgio, y así Sérgio inmediatamente retornó a la  TV Globo en 1984 para anclar nuevamente el Jornal Nacional a partir de 1989 y como ancla exclusivo del Fantástico hasta 1992.
Sérgio se hizo también el primer presentador del Globo Reporter, programa que presentó hasta el 27 de septiembre de 2019.
Actualmente, Sérgio reside en una hacienda en Itanhandu (MG)

## Trabajos
- Jornal Nacional (ancla) (1972-1983) (1989-1996)
- Fantástico (1973) programa de variedades (ancla)
- ES DECIR Pelé (1975) (versión en portugués)
- Samba de la Creación del Mundo (1978) (voz) Narrador
- En las Ondas del Surf (1978) (voz) Narrador
- Copa 78 - El Poder del Fútbol (1979) (voz) Narrador
- Show sin Límite (1983-1984)
- Una Canción Brasileña (1986)
- Fantástico 30 Años - Grandes Reportajes (2004) (V)
- Globo Reporter (1973-1983; 1986-1989; 1996-2019)